# 무슬림 형제단
무슬림 형제단(아랍어: جماعة الإخوان المسلمون, 간단히 الإخوان المسلمون)은 아랍권의 가장 영향력 있고, 가장 큰 이슬람 단체이다. 1928년, 이집트의 하산 알반나에 의해 설립된 범이슬람주의, 종교, 정치, 사회 단체이다.

## 같이 보기
- 이집트의 정치
- 이슬람주의
- 테러조직 지정
- 사이드 쿠틉